# أخذ بيلهام 123 (فلم)
أخذ بيلهام 123 (بالإنجليزية: The Taking of Pelham 123) هو فيلم دراما وإثارة تم إنتاجه في الولايات المتحدة وصدر سنة 2009 بطولة دنزل واشنطن وجون ترافولتا وهو عبارة عن إعادة صناعة لفيلم يحمل نفس الإسم صدر سنة 1974.

## القصة
في منتصف النهار تقوم مجموعة من أربعة مسلحين بزعامة (رايدر) باختطاف مترو الأنفاق بولاية مانهاتن، ويقوم بتوقيفه على منحدر بسيط و فكه عن عربة المقدمة.يطلب (رايدر) من (والتر غاربر) المشرف المسئول عن هذا الخط فدية قدرها عشرة ملايين من الدولارات خلال ساعة، وإلا سيبدأ في قتل الرهائن، يوافق على دفعها عمدة المدينة، في حين أن غرابر يحقق من الأساس معه بتهمة الرشوة، وتبدأ الشكوك في أنه مشترك في الجريمة من البداية.

## الميزانية والإيرادات
كلف الفيلم ميزانية 100 مليون دولار وحقق أرباح تقدر بـ 150 مليون دولار.

## وصلات خارجية
- مقالات تستعمل روابط فنية بلا صلة مع ويكي بيانات